# Serjania fuscopunctata
Serjania fuscopunctata är en kinesträdsväxtart som beskrevs av Ludwig Radlkofer. Serjania fuscopunctata ingår i släktet Serjania och familjen kinesträdsväxter. Inga underarter finns listade i Catalogue of Life.